# Astoria Bydgoszcz
Astoria Bydgoszcz – wielosekcyjny bydgoski klub sportowy, założony w 1924 roku. Od 18 maja 2007 poszczególne sekcje istnieją jako niezależne podmioty, kontynuujące tradycje klubu.

## Aktualne sekcje klubu
Od 2007 tradycje klubu kontynuują samodzielne sekcje:
- koszykówki – Klub Koszykarski Astoria Bydgoszcz, w rozgrywkach pod nazwą sponsora tytularnego (od 2017) Enea Astoria Bydgoszcz
- kajakarska, kajak-polo i żeglarstwo – Wodne Towarzystwo Sportowe Astoria (ul. Królowej Jadwigi 23)
- bokserska – Bydgoskie Stowarzyszenie Boksu Astoria (ul. Bielawskiego 2/61)
- pływacka – Międzyszkolny Klub Sportowy Astoria (ul. J.H. Dąbrowskiego)
- sportów niepełnosprawnych – Stowarzyszenie Sportu i Rehabilitacji Osób Niepełnosprawnych „Start Bydgoszcz” (ul. Gdańska 163)

## Historia

### Okres międzywojenny
Klub założono 8 kwietnia 1924 jako Klub Sportowy Astorja przy Towarzystwie Powstańców i Wojaków Bydgoszcz Macierz (wg zapisu z przedwojennej ortografii). Utworzono go z inicjatywy młodzieży męskiej z bydgoskiego Czyżkówka. Klub nazwano na cześć nowojorskiego hotelu Waldorf-Astoria. Pierwszym prezesem został Bernard Mrowiński, pracownik Warsztatów Kolejowych. Początkowo uprawiano tylko piłkę nożną. Drużyna występowała w rozgrywkach B klasy. Treningi odbywano na otwartym terenie przyległym do Kanału Bydgoskiego. W kolejnych latach zakładano inne sekcje sportowe: lekkoatletyczną (1925), pływacką (1927), koszykówki, tenisa stołowego, boksu, łyżwiarstwa szybkiego (1929) oraz szermierczą (1930). W okresie międzywojennym na najwyższym poziomie stała sekcja boksu, która w 1933 plasowała się na trzecim miejscu na Pomorzu, a w latach.1935-1936 była mistrzem okręgu. W 1937 bokser Bronisław Krzemiński w plebiscycie Tygodnika Sportowego na najlepszego sportowca Pomorza uzyskał 2. miejsce.

### Okres powojenny
Po II wojnie światowej klub reaktywowano dopiero w 1953 roku w ramach zrzeszenia sportowego Start. W tym czasie działały sekcje: bokserska, lekkoatletyczna, piłki nożnej, strzelectwa, tenisa ziemnego, kajakarstwa i żeglarska. Sukcesy odnosili bokserzy, lekkoatleci oraz strzelcy sportowi (awans do I ligi). W 1957 na fali popaździernikowej odwilży nawiązano do przedwojennej nazwy klubu. W latach 1958–1959 wybudowano przystań żeglarską na torze regatowym w Brdyujściu. Z kolei w latach 1956–1962 z funduszy miejskich i Totalizatora Sportowego zbudowano halę sportową na ok. 1 tys. widzów oraz kryty (pierwszy w mieście) basen pływacki. Kompleks usytuowano nad Brdą przy ul. Królowej Jadwigi 23. W 1972 wzbogacono go o kompleks basenów otwartych z brodzikami dla dzieci. Na przełomie lat 50. i 60. zlikwidowano sekcję piłki nożnej. Z racji rozbudowy kompleksu sportowego, KS Astoria zaczął specjalizować się w pływaniu oraz grach zespołowych: koszykówce i siatkówce. W latach 60. i 70. o wejście do II ligi ubiegały się siatkarki, medale zdobywali pływacy, bokserzy oraz kajakarze. Koszykarze po przejęciu drużyny z Zawiszy Bydgoszcz w 1971 stopniowo awansowali na zaplecze ekstraklasy. Do 1990 trzech zawodników klubu uczestniczyło w igrzyskach olimpijskich. Bokser Jerzy Adamski w 1960 zdobył srebrny medal . Do 1989 działały także sekcje: tenisa ziemnego, szermierki, żeglarstwa, bojerów oraz łyżwiarstwa szybkiego. W latach 80. 7 medali mistrzostw Polski uzyskali koszykarze – juniorzy i kadeci, a seniorzy w 1989 awansowali do ekstraklasy. Po transformacji ustrojowej w Polsce pozostawiono tylko sekcje wyczynowe: boksu, koszykówki, pływania i kajakarstwa oraz rozwinięto dyscypliny związane ze sportem osób niepełnosprawnych. W 1995 założono nową sekcję kajak-polo. Od lat 90. wysoki poziom sportowy prezentowała drużyna koszykarzy, która występowała w ekstraklasie oraz kajakarze. Dariusz Białkowski czterokrotnie reprezentował Polskę na igrzyskach olimpijskich, gdzie zdobył dwa brązowe medale  (1992, 2000).
18 maja 2007 walne zgromadzenie KS Start-Astoria podjęło uchwałę o samorozwiązaniu klubu. Poszczególne sekcje usamodzielniły się i istnieją dalej jako niezależne podmioty, kontynuujące tradycje klubu.

### Nazwy
- 1924–1934 – Klub Sportowy Astoria
- 1934–1939 – Klub Sportowy Związku Strzeleckiego Astoria
- 1953–1957 – Spółdzielczo-Robotniczy Klub Sportowy Start
- 1957–2007 – KS Start-Astoria
- od 2007 – poszczególne sekcje usamodzielniły się, używając w nazwie terminu Astoria

## Kompleks sportowy Astorii

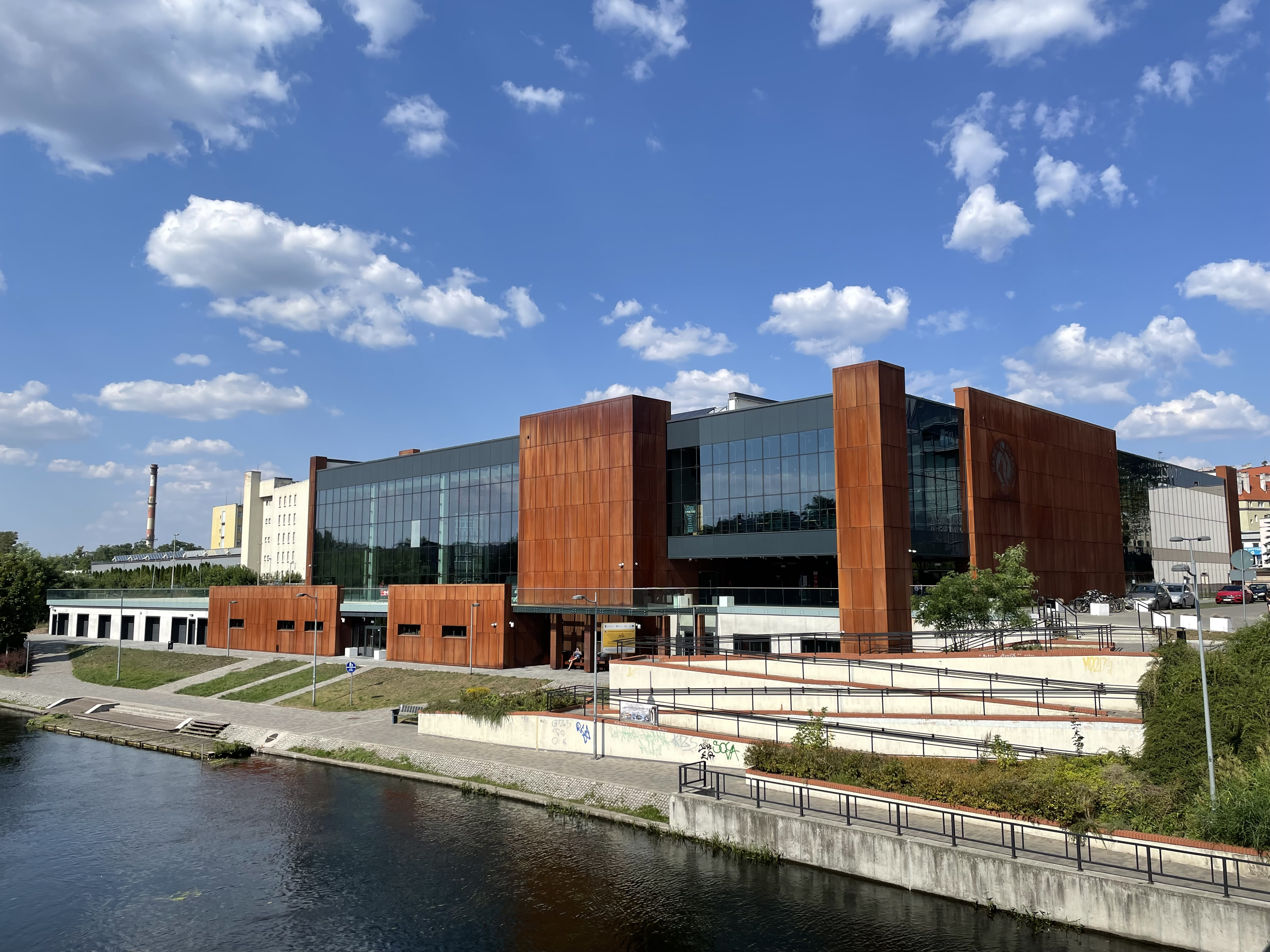
Basen Astorii

Pierwszym obiektem sportowym klubu była zbudowana w latach 1958–1959 przystań żeglarska na torze regatowym w Brdyujściu (zawodnicy mogli dysponować nią od 1971 roku). W latach 1956–1961 zbudowano halę sportową Astoria na 1,1 tys. widzów wraz z boiskami do gier zespołowych oraz salą gimnastyczną. W 1962 oddano do użytku sąsiadujący z nią kryty basen pływacki o długości 25 m z trybunami na 400 widzów oraz mały basen dla dzieci. 22 lipca 1972 oddano do użytku kompleks basenów otwartych (w tym długi 50-metrowy) wraz z brodzikami. Hala aż do końca XX wieku była głównym obiektem pełniącym funkcje sportowe, wystawowe i koncertowe w Bydgoszczy. Oprócz wydarzeń sportowych, odbywały się tu imprezy kulturalne, koncerty muzyczne, wystawy i pokazy. Podobnie basen w latach 60. i 70. był jedynym obiektem dostępnym poza sezonem letnim dla ogółu mieszkańców Bydgoszczy. W 2007 po przekształceniu sekcji KS Start-Astoria w samodzielne kluby, obiekty sportowe Astorii przejął CWZS Zawisza. W latach 2003–2006 koszykarze Astorii rozgrywali mecze w HSW Łuczniczka, od 2010 w hali przy Zespole Szkół nr 7 na Błoniu, a od 2014 w Artego Arenie.
W 2016 zaprezentowano projekt wyburzenia dotychczasowego kompleksu sportowego Astorii i zastąpienia go nowym, posiadającym m.in. basen olimpijski z 10 torami o długości 50 m. W 2017 dotychczasowy obiekt został wyburzony, a w jego miejsce od 2018 trwa budowa nowego kompleksu sportowego. Szacowany koszt inwestycji to 100 mln zł.

## Sportowcy Astorii Bydgoszcz

### Olimpijczycy z Astorii Bydgoszcz
- Rzym 1960

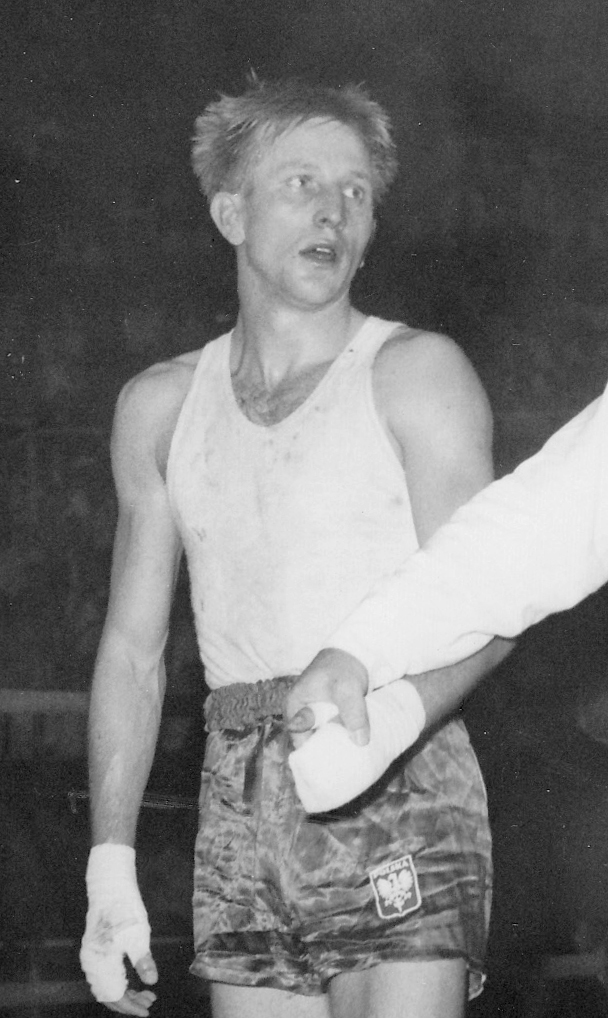
Jerzy Adamski – bokser Astorii oczekuje na werdykt sędziego podczas walki finałowej na Igrzyskach Olimpijskich w Rzymie (1960), gdzie zdobył srebrny medal

  - Jerzy Adamski (boks) – waga piórkowa, srebrny medal
- Moskwa 1980
  - Zdzisław Szubski (kajakarstwo) – K-2 500 m, 7. miejsce
  - Zbigniew Januszkiewicz (pływanie) – 200 m stylem grzbietowym, odpadł w eliminacjach
- Barcelona 1992
  - Dariusz Białkowski (kajakarstwo) – K-2 1000 m, brązowy medal
- Atlanta 1996
  - Dariusz Białkowski (kajakarstwo) – K-2 1000 m, 4. miejsce
- Sydney 2000
  - Dariusz Białkowski (kajakarstwo) – K-4 1000 m, brązowy medal
- Ateny 2004
  - Dariusz Białkowski (kajakarstwo) – K4 1000m, 8. miejsce

Olimpijczykami byli także wychowankowie Astorii: Alicja Pęczak (pływanie, 1992,1996,2000) oraz Aleksy Kuziemski (boks, 2004).

## Osiągnięcia sportowe

### Mistrzowie świata
- kajakarstwo
  - Zdzisław Szubski – trzykrotnie srebrny medal mistrzostw świata seniorów (1978, 1979, 1981), brązowy medal (1977); wszystkie medale w konkurencji K-4 1000 m
  - Dariusz Białkowski – trzykrotnie brązowy medal mistrzostw świata seniorów (1995, K-2 1000 m; 1995, K-4 500 m; 1997, K-2 1000 m)

### Mistrzowie Europy
- boks
  - Jerzy Adamski – mistrz Europy w wadze piórkowej (1959), brąz (1963)
- kajakarstwo
  - Dariusz Białkowski – mistrz Europy (1999, K-4 1000 m), wicemistrz (1997, K-2 1000 m), brąz (2004, K-4 1000 m)

### Osiągnięcia drużynowe
- boks – mistrzostwo Pomorza w latach 1935–1936, pierwsze miejsce w Ogólnopolskiej Spartakiadzie Młodzieży w 1987
- koszykówka
  - kadeci: mistrz Polski (1985), wicemistrz (1988), 3-krotnie brąz (1979, 1982, 1986)
  - juniorzy: mistrz Polski (1987), wicemistrz (1988), brąz (2014)
  - seniorzy: 6. miejsce w ekstraklasie koszykówki mężczyzn (sezon 2004/2005)
- kajakarstwo – pierwsze miejsce w Ogólnopolskiej Spartakiadzie Młodzieży w 1987

### Osiągnięcia indywidualne
- boks
  - Jerzy Adamski – sześciokrotny mistrz Polski w wadze piórkowej (1959-1962, 1964) i koguciej (1956)
  - Jan Pilewski – mistrz Polski juniorów (1958)
  - Mariusz Kujawa – mistrz Polski juniorów (1984), młodzieżowy mistrz Polski (1985)
  - Dawid Jagodziński – czterokrotny mistrz Polski w wadze papierowej (2011, 2013-2015), wicemistrz (2012)
  - Henryk Uczyński – wicemistrz Polski seniorów (1964)
- kajakarstwo
  - Dariusz Białkowski – 4 złote medale mistrzostw Polski seniorów (1998, 1999, 2002, 2003)
  - P. Tomala, A. Kozicz. P. Rogowski, A. Wiśniewski, Zdzisław Szubski, w latach 1980–1986 zdobyli 3 tytuły mistrza Polski
- pływanie
  - Adam Bet – 10-krotny mistrz Polski (1970-1976) na różnych dystansach
  - Zbigniew Januszkiewicz – wielokrotny mistrz Polski, w barwach Astorii dwukrotny mistrz 200 metrów stylem grzbietowym (1979-1980)
  - Grażyna Rydelska, Jolanta Mudziejowska, Elżbieta Auksztulewicz, Mirosława Jakubowska, Hanna Gwitt, M. Wieczorek, M. Lewandowska, Anna Michalak, L. Borowicz – kilkaset tytułów mistrza Polski w różnych kategoriach wiekowych
  - Alicja Pęczak – wielokrotna mistrzyni Polski we wszystkich stylach (poza grzbietowym); w barwach Astorii zdobyła indywidualnie 11 mistrzowskie tytuły na basenie krótkim i 12 na długim (1983–1988)

## Sekcje

### Koszykówka

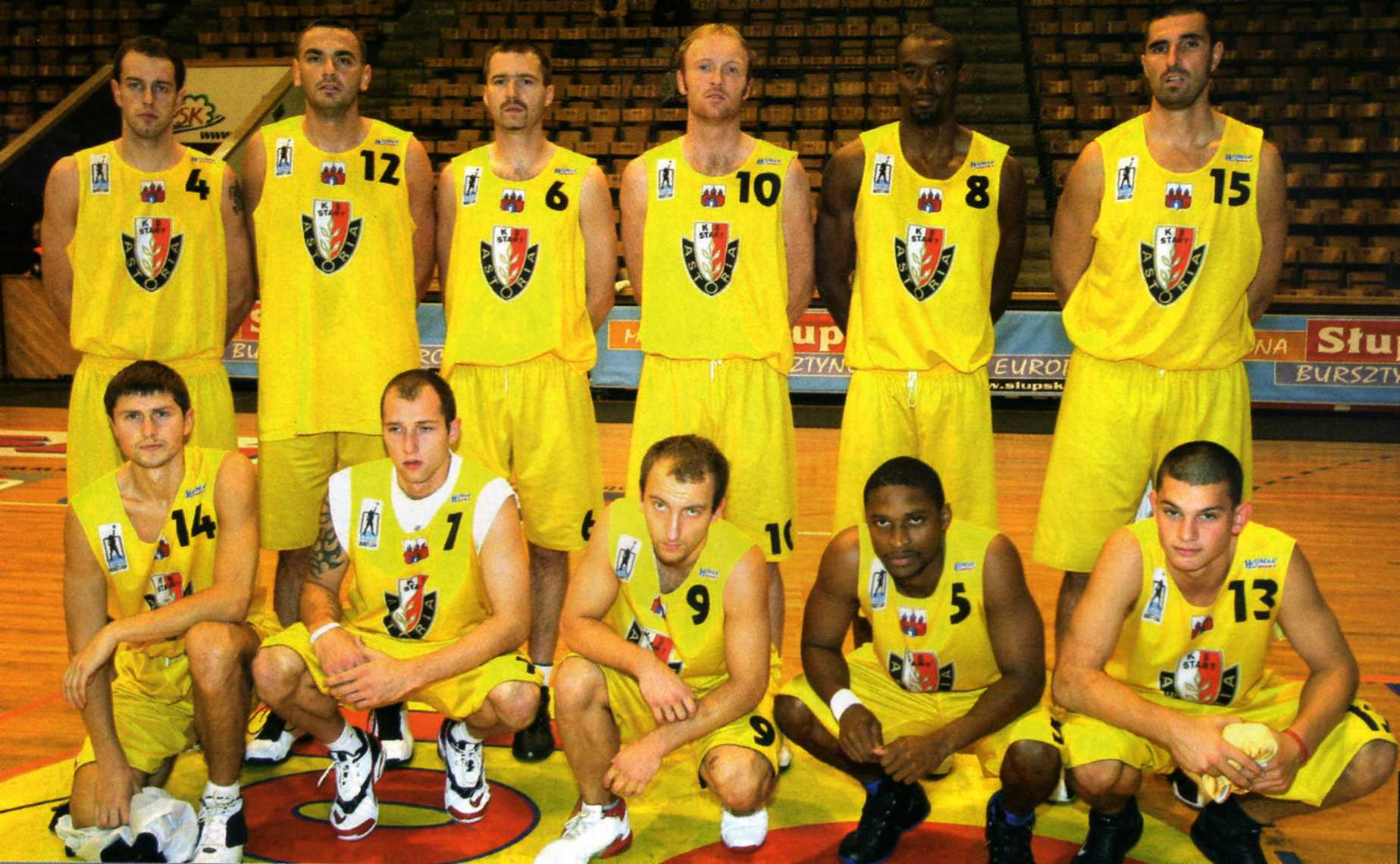
Zespół Astorii Bydgoszcz przed sezonem 2005/2006

Sekcja powstała w 1929 roku. W 1962 zrezygnowano z prowadzenia sekcji koszykówki kobiet, skupiając się na szkoleniu juniorów. W 1970 do Astorii przeniesiono sekcję koszykarską WKS Zawisza. Odtąd zespół seniorów występował w II, bądź w III lidze. W 1985 zawodnicy zdobyli tytuł mistrzów Polski w kategorii kadetów, w 1987 w kategorii juniorów, a w 1989 awansowali po raz pierwszy do ekstraklasy. Począwszy od lat 90. zespół seniorów występował w ekstraklasie (5 sezonów), bądź na jej zapleczu. Najwyższą lokatą było 6. miejsce uzyskane w sezonie 2004/2005. Klub prowadził pracę z młodzieżą, która wielokrotnie zdobywała medale w mistrzostwach Polski kadetów i juniorów. Wielu wychowanków Astorii grało w renomowanych klubach polskich i zagranicznych. Do bardziej znanych należeli: Filip Dylewicz, Przemysław Gierszewski, Zbigniew Próchnicki, Grzegorz Skiba, Artur Gliszczyński, Mariusz Sobacki, Zbigniew Białek, Adrian Małecki, Krzysztof Wilangowski, Maciej Batkowski, Piotr Nizioł, Roman Prawica, Michał Chyliński, Dorian Szyttenholm, Wojciech Puścion, Jarosław Klimaszewski, Sebastian Scheffera, Marcin Grocki, Krzysztof Celusta.
Od 2007 funkcjonuje samodzielny Klub Koszykarski Astoria Bydgoszcz, który prowadzi zespół seniorów Enea Astoria (I liga, juniorzy) oraz Novum/Astoria Bydgoszcz (III liga, juniorzy). Współpracuje również z klubem Novum Bydgoszcz w ramach grup młodzieżowych. Od 2014 mecze zespołu seniorów Astorii odbywają się w Artego Arenie.

### Pływanie

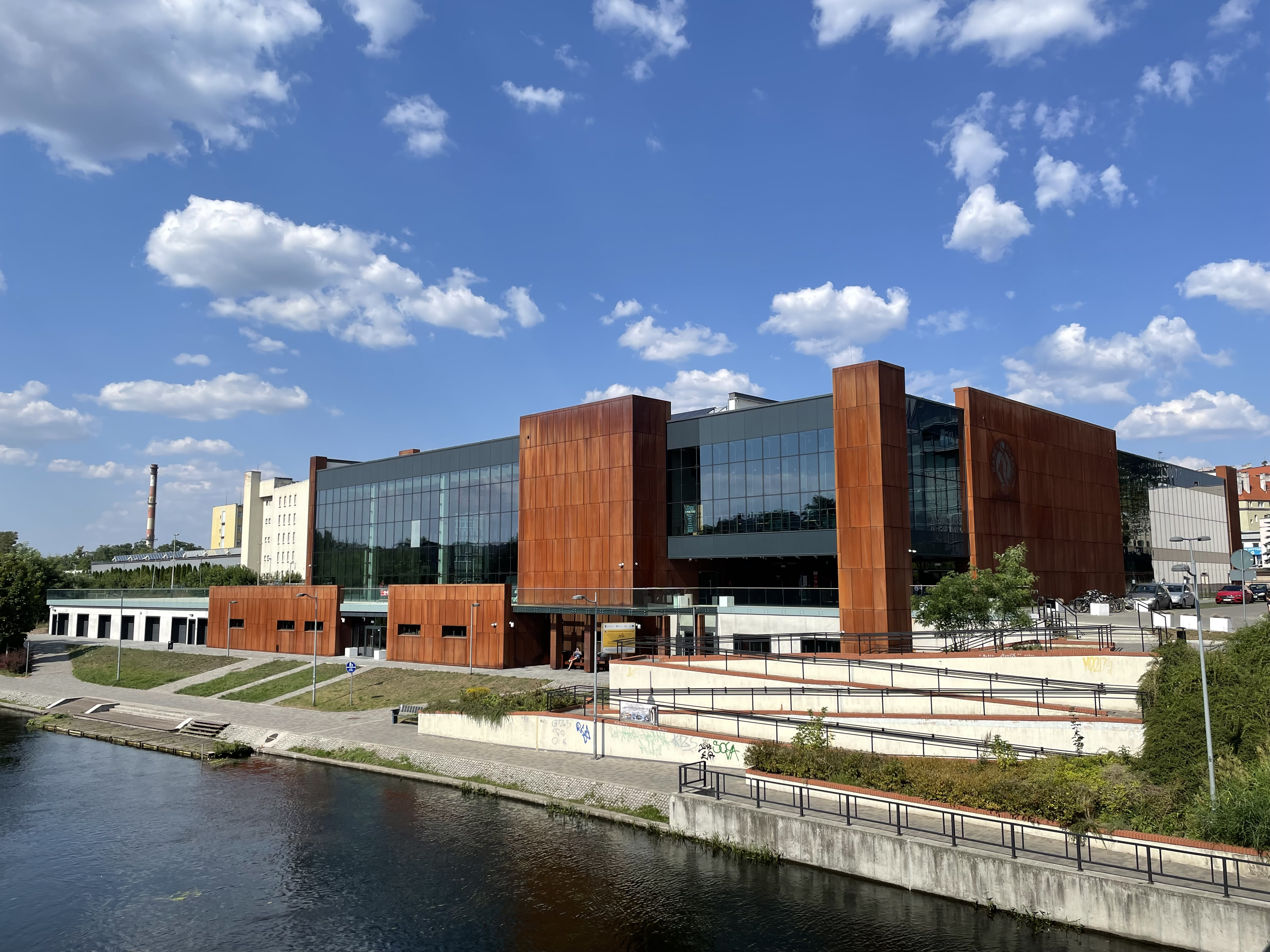
Siedziba sekcji pływackiej mieści się na basenie Astoria.

Sekcja pływacka powstała w 1927 roku, a po wojnie została reaktywowana w 1957 roku. Jej gwałtowny rozwój datuje się od 1963, po oddaniu do użytku krytego basenu pływackiego w kompleksie Astorii. W latach 60., 70. i 80. XX w. zawodnicy klubu odnosili sukcesy ogólnopolskie, m.in. w 1969 zostali sklasyfikowani na 2. miejscu w Polsce w kategorii młodzików, a w okresie 1967-1973 sekcja zaliczała się do najsilniejszych w Polsce. Na mistrzostwach Polski pływacy Astorii zdobyli 162 medale, w tym seniorzy 37 (4 , 18 , 15 ), juniorzy 65 medali (24 , 25 , 16 ), a młodzicy – 60 medali (25 , 20 , 15 ). W 1970 14 członków sekcji pływackiej było objętych centralnym szkoleniem w ramach przygotowań do olimpiady w Monachium. W klubie wychowano wielu mistrzów i mistrzyń Polski różnych kategorii wiekowych. Do wyróżniających się zawodników należeli m.in.: Grażyna Rydelska (rekordzistka Polski seniorek), Jolanta Mudziejowska, Elżbieta Auksztulewicz, Mirosława Jakubowska, Adam Bet, Hanna Gwitt, M. Wieczorek, M. Lewandowska, Anna Michalak, L. Borowicz. Zbigniew Januszkiewicz był reprezentantem Polski na igrzyskach olimpijskich w Moskwie (1980). Najwybitniejszą wychowanką Astorii była Alicja Pęczak, której kariera międzynarodowa rozwinęła się w latach 90. XX w. po przeprowadzce do AZS AWF Gdańsk. Trzykrotnie reprezentowała Polskę na igrzyskach olimpijskich (Barcelona 1992, Atlanta 1996, Sydney 2000), zdobyła ponad 300 medali na zawodach krajowych i zagranicznych, 82 razy zdobyła mistrzostwo Polski seniorek (częściowo w barwach Astorii), a 14 razy – medale mistrzostw Europy.
Od 2007 funkcjonuje samodzielny Międzyszkolny Klub Sportowy Astoria, który prowadzi szeroko zakrojoną pracę z młodzieżą przy współpracy ze szkołami.

### Boks
Sekcję bokserską założono w 1929 roku. Zaliczała się ona do najsilniejszych w Bydgoszczy. Treningi odbywały się w sali gimnastycznej Gimnazjum Humanistycznego przy ul. Grodzkiej 18, a liczba pięściarzy dochodziła do 40. W sekcji walczyli liczący się w kraju zawodnicy, mistrzowie Pomorza z lat 1935–1938. Drużynowo zespół pięściarzy Astorii w latach 1935–1936 zdobywał mistrzostwo okręgu pomorskiego, a w 1933 uzyskał 3. miejsce. W 1937 kilku zawodników klubu (Krzemiński, Wezner, Łukowski, Urbaniak) powołano do kadry narodowej Polski. W 1937 w plebiscycie Tygodnika Sportowego na najlepszego sportowca Pomorza na drugim miejscu uplasował się Bronisław Krzemiński. Po wojnie najwybitniejszym zawodnikiem sekcji był Jerzy Adamski – srebrny medalista olimpijski z Rzymu 1960, brązowy medalista ME w 1959 roku w Lucernie, ME w 1963 roku, a także pięciokrotny mistrz Polski.
W 1959 drużyna prowadzona przez Józefa Borowicza (mistrza Pomorza z 1935 i 1937) awansowała do II ligi bokserskiej. W 1963 po barażach z Gwardia Wrocław pięściarską Astoria awansowała do ekstraklasy. W sumie drużyna Astorii w latach 1959–1965 występowała na zapleczu ekstraklasy, a przez jeden sezon (1963/64) w ekstraklasie bokserskiej. Od lat 70. skupiono się na szkoleniu młodzieży. W 2007 sekcja przekształciła się w Bydgoskie Stowarzyszenie Boksu Astoria. W latach 2011–2015 czterokrotnym mistrzem Polski w wadze papierowej został Dawid Jagodziński z Astorii.

#### Słynni zawodnicy
- Jerzy Adamski
- Mariusz Kujawa
- Aleksy Kuziemski

### Kajakarstwo

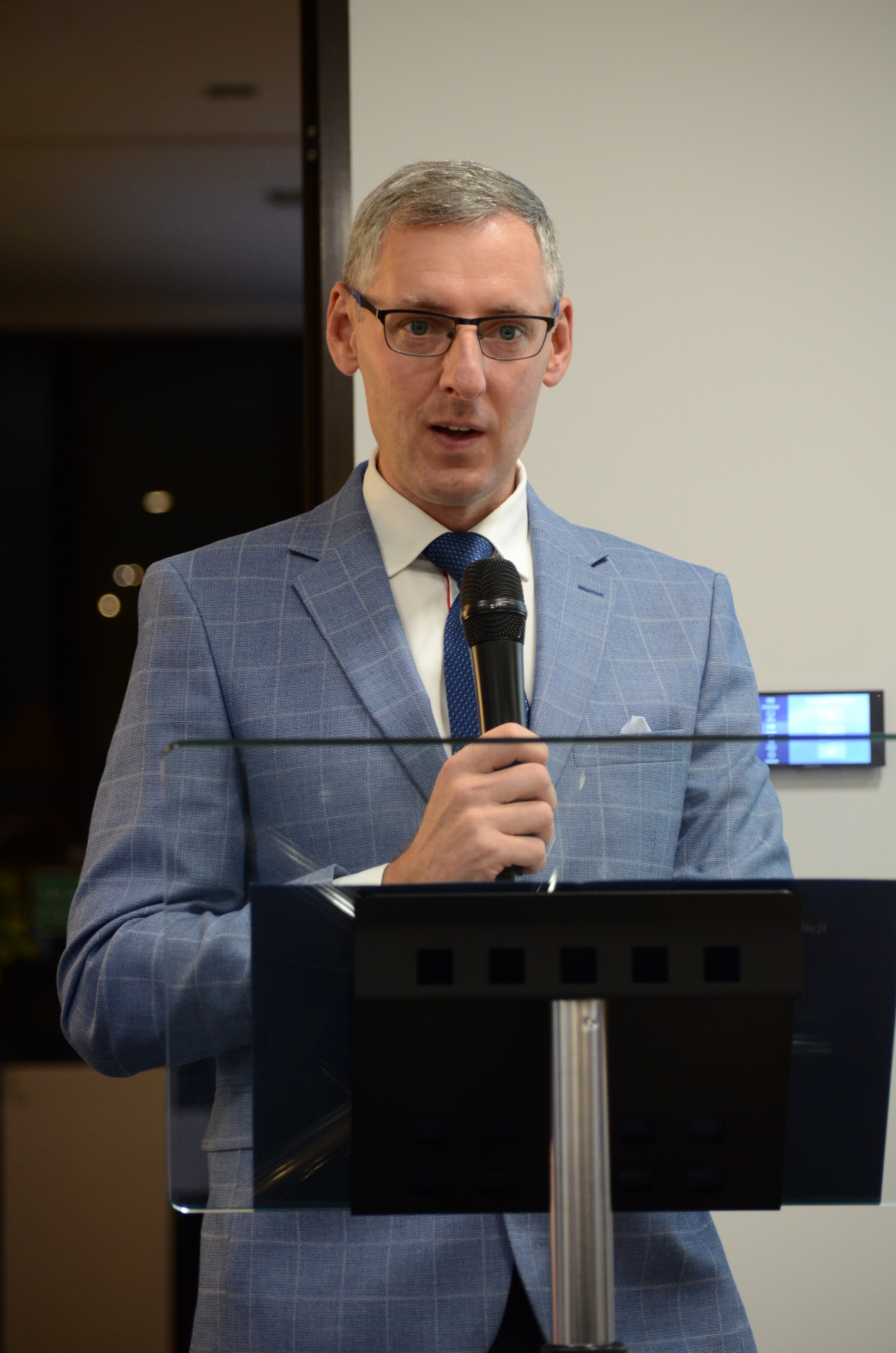
Patryk Stuczyński, wiceprezes i trener WTS Astoria

W latach 1953–1957 istniała turystyczna sekcja kajakowa. W 1965 reaktywowano ją jako sekcję wyczynową. Pierwsze sukcesy na arenie międzynarodowej osiągnięto w latach 70. XX w. W latach 1957–1986 kajakarze Astorii wywalczyli 3 złote medale w mistrzostwach Polski seniorów. Zdzisław Szubski w latach 1977–1981 zdobył 4 medale mistrzostw świata oraz reprezentował Polskę na olimpiadzie w Moskwie 1980. W latach 1992–2004 czterokrotnie na olimpiadach występował Dariusz Białkowski, zdobywając dwa brązowe medale, a także kilka medali mistrzostw świata i Europy. Do Zdzisława Szubskiego należy kilka rekordów Guinnessa, np. przepłynięcie kajakiem Wisły od Oświęcimia do Westerplatte (968 km) w czasie 126 godzin i 55 mi, czy też pokonanie kajakiem w ciągu jednej doby dystansu 255 km. Najwybitniejszymi trenerami sekcji byli: Ryszard Hoppe, Zdzisław Szubski i Mirosław Jarliński. W 2007 roku sekcje sportów wodnych wyodrębniono w Wodnym Towarzystwie Sportowym Astoria, którego prezesem jest Dariusz Białkowski. Dysponuje ono przystanią kajakarską przy ul. Królowej Jadwigi 23 oraz żeglarską na torze regatowym w Brdyujściu.

### Sport niepełnosprawnych
W 1998 przy KS Astoria założono Stowarzyszenie Sportu i Rehabilitacji Osób Niepełnosprawnych „Triumf-Start”, zrzeszony w Polskim Związku Sportu Niepełnosprawnych „Start”. Uprawiane dyscypliny to: boccia, lekkoatletyka, podnoszenie ciężarów, pływanie, strzelectwo, tenis stołowy, wioślarstwo, kajakarstwo, szachy. Zawodnicy korzystają z bazy sportowej i kadry instruktorskiej CWZS Zawisza. Wielu sportowców niepełnosprawnych osiągnęło sukcesy na paraolimpiadach, w mistrzostwach świata i Europy np.:
- Krzysztof Pałubicki – podnoszenie ciężarów, złoty medalista i rekordzista świata na IX paraolimpiadzie w Barcelonie
- Mirosław Piesiak – pływanie, dwukrotny wicemistrz świata
- Grażyna Kucińska – lekkoatletyka, mistrzyni świata w rzucie dyskiem i wicemistrzyni w pchnięciu kulą
- Roman Reszczyński – pływanie,
- Janusz Sala – podnoszenie ciężarów,
- Roman Stykowski – pływanie,
- Zbigniew Kubacki – lekkoatletyka,
- Leszek Reut – skok wzwyż, srebrny medal na paraolimpiadzie Sydney 2000
- Kordian Galiński – sztafeta 4 × 100 m, złoty medal w Lille/Villeneuve d'Ascq 2002; bieg na 100 metrów, 4. miejsce w Sydney 2000 i w Atenach 2004; skok w dal, 4. miejsce w Assen 2006(inne języki)[19][20]
- Piekarski – dysk i kula, 5. miejsce w Sydney 2000.
- Tomasz Chmurzyński – lekkoatletyka, mistrz Europy, zwycięzca maratonu w Bostonie i Walencji, 4. miejsce w Sydney 2000

### Piłka nożna
Piłka nożna była pierwsza sekcją KS Astoria. Oprócz spotkań towarzyskich drużyna startowała w rozgrywkach B klasy. Po wojnie sekcja istniała w latach 1953–1961.

### Siatkówka
Sekcję siatkówki założono w 1959 roku. W latach 1965–1972 siatkarki Astorii przewodzili w rozgrywkach wojewódzkich a także trzykrotnie ubiegali się o wejście do II ligi. W latach 1961–1963 w II lidze występowali siatkarze Astorii. Wieloletnimi trenerami byli Czesław Kałamaja i Jan Remplewicz. Po likwidacji sekcji w Astorii w 1973 czołowi zawodnicy przeszli do innych klubów, w których zdobywali nawet miejsce w kadrze narodowej i olimpijskiej m.in. Romuald Paszkiewicz i Stanisław Zduńczyk.

### Lekkoatletyka
Sekcja lekkoatletyczna założona w 1925 roku była drugą po piłce nożnej w KS Astoria. Sukcesy w różnych zawodach odnieśli m.in.: Stanisław Bochański, Franciszek Cieszyński, Wiktor Kędzierski i Zygmunt Ziółkowski. Sekcję reaktywowano w 1953. W 1957 zawodnicy zajęli drugie miejsce w lidze lekkoatletycznej.

### Żeglarstwo
Turystyczną sekcję żeglarską założono w 1953 roku. Stopniowo przekształciła się w wyczynową. W latach 70. załoga Hornet (Kubiak, Polewicz) zajęła 22. miejsce na mistrzostwach świata. Po pożarze hangaru ze sprzętem w 1975 sekcja prowadziła szkolenie młodzieży. W latach 80. należała do 3 wyczynowych sekcji jachtingu regatowego w Bydgoszczy (obok Yacht Klubu Polskiego oraz KS Zjednoczeni).

### Kajak-polo

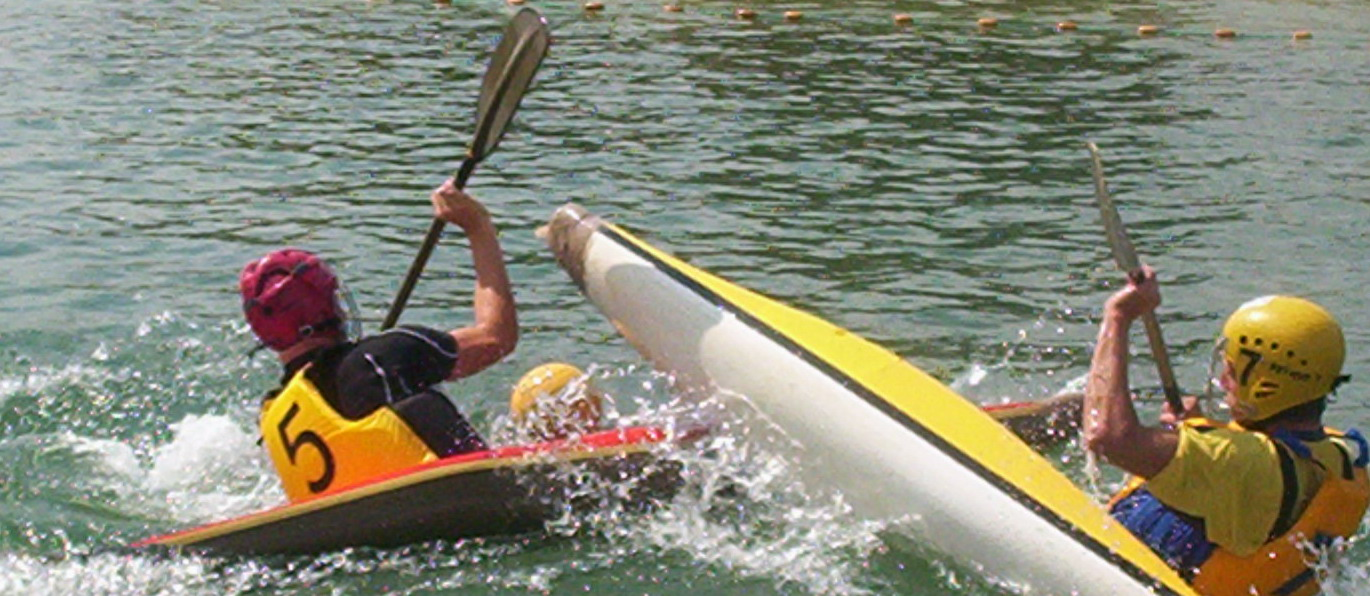
Kajak-polo

Sekcję powołano w 1995 roku pod opieką trenerską m.in. Marka Błaszaka. Drużyny KS Astoria uczestniczyły w rozgrywkach drużynowych kajak-polo, zdobywając kilka medali mistrzostw Polski. Na torze regatowym w Brdyujściu w latach 2000–2003 rozgrywano mistrzostwa Polski w tej dyscyplinie. W latach 1998–2005 KS Astoria była centralnym ośrodkiem kajak-polo w kraju

### Sezon 2007
- X Mistrzostwa Polski w kajak-polo – 18-19 sierpnia 2007, Rzeszów

### Sezon 2006
- IX Mistrzostwa Polski w kajak-polo – 29-30 lipca 2006, Kaniów

 Seniorzy – 4. miejsce
- Robert Buczek
- Artur Babicki
- Tomasz Molenda
- Grzegorz Molenda
- Konrad Leszczyński
- Krzysztof Brzozowski
- Sławomir Lewalski
- Grupa C
  - MOSW Choszczno - Astoria 4:2
  - Astoria - Tanew Księżpol 11:00
- Półfinały
  - MOSW Choszczno A - Astoria 7:3
- Finały
  - Kwisa Leśna - Astoria 4:3

Seniorki – 3. miejsce
- Weronika Sularz
- Katarzyna Sperkowska
- Karolina Sperkowska
- Sandra Sróżyńska
- Paulina Rodewald

### Sezon 2005
- VIII Mistrzostwa Polski w kajak-polo

### Sezon 2004
- VII Mistrzostwa Polski w kajak-polo – 10-11 lipca 2004, Kaniów

Seniorzy – 2. miejsce
- Grupa B- runda kwalifikacyjna
  - Astoria - Canoe Swarzędź 8:3
  - Astoria - MOSW I Choszczno 4:2
  - Astoria - TKKF Szczęśliwice Warszawa 8:0
- Grupa D- druga runda
  - Astoria - MOSW II Choszczno 7:2
  - Astoria - Wiking Tomaszów Mazowiecki 5:1
- Półfinał
  - Astoria - MOSW II Choszczno 4:1
- Finał
  - Astoria - Set Kaniów 3:5

### Sezon 2003
- VI Mistrzostwa Polski w kajak-polo – 30-31 sierpnia 2003, Bydgoszcz

Seniorzy – 2. miejsce

### Sezon 2002
- V Mistrzostwa Polski w kajak-polo – 2002, Bydgoszcz

Seniorzy – Asturia I Bydgoszcz
- Daniel Gniewkowski
- Robert Buczek
- Krzysztof Brzozowski
- Artur Babicki
- Sławomir Lewalski
- Karol Bączkowski
- trener: Marek Błaszak

Wyniki
Astoria I - Włókniarz Chełmża 15:3, Astoria II - UKS Kormoran 5:1, Włókniarz Chełmża - Astoria II 1:7, UKS Kormoran - Astoria I 2:7, Włókniarz Chełmża - UKS Kormoran 4:5, Astoria I - Astoria II 7:2, UKS Kormoran - Set II Kaniów 7:2, Astoria I - UKS Set I Kaniów 6:0, Astoria II - BUKS Warszawa 3:2, Włókniarz Leśna - Astoria I 3:0, MOSK Wiking Tomaszów Mazowiecki - Astoria II 2:4, Astoria I - Astoria II 9:0, Kormoran - UKS Lubiana 4:3 (mecz o 7. miejsce), Astoria I - Włókniarz Leśna 2:1, Set I Kaniów - Astoria II 3:2, Włókniarz Leśna - Astoria I 2:3
Ostateczna kolejność – 1. i 4. miejsce
1. Astoria I Bydgoszcz
2. Włókniarz Leśna
3. Set I Kaniów
4. Astoria II Bydgoszcz
5. BUKS Warszawa
6. Wiking Tomaszów Mazowiecki
7. Kormoran Bydgoszcz
8. UKS Lubiana
9. Włókniarz Chełmża
10. Set II Kaniów
11. UKS Canoe Swarzędz

### Sezony 1998-2001
- I Mistrzostwa Polski w kajak-polo – 1998
- II Mistrzostwa Polski w kajak-polo – 1999
- III Mistrzostwa Polski w kajak-polo – 2000, Bydgoszcz
- IV Mistrzostwa Polski w kajak-polo – 2001, Bydgoszcz

### Smocze łodzie
Początek sportu smoczych łodzi w Bydgoszczy datuje się na 2005 rok. Dyscyplinę można było uprawiać w KS Astoria. W 2006 na Brdzie zorganizowano I Długodystansowe Mistrzostwa Polski, w których brały udział drużyny szkół średnich i gimnazjów. Od 2013 rozgrywano w Bydgoszczy Mistrzostwa Polski Seniorów i Juniorów, a od 2016 także Mistrzostwa Polski na smoczych łodziach 10 osobowych.